# Denis Genreau
Denis Genreau (Párizs, 1999. május 21. –) ausztrál válogatott labdarúgó, a francia Toulouse középpályása.

## Pályafutása

### Klubcsapatokban
Genreau Franciaország fővárosában, Párizsban született. Az ifjúsági pályafutását az ausztráliai Melbourne City akadémiájánál kezdte.
2016-ban mutatkozott be a Melbourne City első osztályban szereplő felnőtt keretében. A 2018–19-es szezonban a holland Zwolle csapatát erősítette kölcsönben. 2020-ban a Macarthurhoz igazolt. 2021. augusztus 2-án négyéves szerződést kötött a francia másodosztályban érdekelt Toulouse együttesével. Először a 2021. augusztus 14-ei, Bastia ellen 1–0-ra megnyert mérkőzés 78. percében, Stijn Spierings cseréjeként lépett pályára. Első gólját 2022. január 19-én, a Nancy ellen hazai pályán 4–0-ás győzelemmel zárult találkozón szerezte meg. A 2021–22-es idényben feljutottak az első osztályba.

### A válogatottban
Genreau az U23-as korosztályú válogatottban képviselte Ausztráliát. Tagja volt a 2020-as tokiói olimpiára küldött nemzeti keretnek is.
2021-ben debütált a felnőtt válogatottban. Először a 2021. június 7-ei, Tajvan ellen 5–1-re megnyert mérkőzésen lépett pályára.

## Statisztikák
2023. június 3. szerint
| Klub                | Szezon   | Osztály    | Bajnokság | Bajnokság | Kupa  | Kupa | Nemzetközi | Nemzetközi | Összesen | Összesen |
| Klub                | Szezon   | Osztály    | Meccs     | Gól       | Meccs | Gól  | Meccs      | Gól        | Meccs    | Gól      |
| ------------------- | -------- | ---------- | --------- | --------- | ----- | ---- | ---------- | ---------- | -------- | -------- |
| Adelaide United     | 2016–17  | A-League   | 4         | 0         | 0     | 0    | —          | —          | 4        | 0        |
| Adelaide United     | 2017–18  | A-League   | 1         | 0         | 1     | 1    | —          | —          | 2        | 1        |
| Adelaide United     | 2019–20  | A-League   | 6         | 0         | 2     | 0    | —          | —          | 8        | 0        |
| Adelaide United     | Összesen | Összesen   | 11        | 0         | 3     | 1    | 0          | 0          | 14       | 1        |
| Zwolle (kölcsönben) | 2018–19  | Eredivisie | 10        | 0         | 2     | 0    | —          | —          | 12       | 0        |
| Macarthur           | 2020–21  | A-League   | 23        | 2         | 0     | 0    | —          | —          | 23       | 2        |
| Toulouse            | 2021–22  | Ligue 2    | 34        | 2         | 3     | 0    | —          | —          | 37       | 2        |
| Toulouse            | 2022–23  | Ligue 1    | 20        | 0         | 0     | 0    | —          | —          | 20       | 0        |
| Toulouse            | Összesen | Összesen   | 54        | 2         | 3     | 0    | 0          | 0          | 57       | 2        |
| Összesen            | Összesen | Összesen   | 98        | 4         | 8     | 1    | 0          | 0          | 106      | 5        |

### A válogatottban
| Válogatott | Év       | Pályára lépés | Gól |
| ---------- | -------- | ------------- | --- |
| Ausztrália | 2021     | 1             | 0   |
| Ausztrália | 2022     | 3             | 0   |
| Ausztrália | 2023     | 1             | 0   |
| Összesen   | Összesen | 5             | 0   |

## Sikerei, díjai
Melbourne City
- Ausztrál Kupa
  - Győztes (1): 2016
  - Döntős (1): 2019

Toulouse
- Ligue 2
  - Feljutó (1): 2021–22

- Francia Kupa
  - Győztes (1): 2022–23